# المتحف العمومي الوطني المنيعة
المتحف العمومي الوطني المنيعة هو متحف لما قبل التاريخ والبليونتولوجيا والجيولوجياو الاتنوغرافيا  أنشأ سنة 1997 إلا أن مجموعاته المتحفية تعود إلى سنة 1958  وذلك بمجيء السيد روني لوكلارك إلى مدينة المنيعة حيث كان من هواة جمع الآثار.

## تاريخ
يعود الفضل  للسيد روني لوكلارك  في جمع معظم التحف الموجودة في المتحف إذ أقام بمسكنه المتواجد بالقرب من المدرسة الابتدائية أولاد عائشة قاعة لعرض اللقى الأثرية التي عثر عليها في محيط مدينة المنيعة تم أقام متحف صغيرا بداخل المدرسة الابتدائية  لتمكين التلاميذ والزوار من مشاهدة تلك التحف ومر المتحف بالعديد من المحطات التارخية أهمها :
- 1980م وتبعا لطلب المتزايد على زيارة المتحف من قبل المثقفين والسياح تم نقل المتحف إلى دار الشباب بادريان  وذلك لملائمة المكان حيث أصبح يضم 03 قاعات عرض  وفي سنة
- 1987م وتبعا لزيارة الرئيس الشاذلي بن جديد للمتحف أعجب بمجموعاته الأثرية الغنية،وأكد على ضرورة بناء متحف بالمدينة  فخصصت بلدية المنيعة  آنذاك ميزانية لبناء متحف بمواصفات خاصة.
- 1992م: وقد نطلق مشروع بناء المتحف سنة وانتهت أشغال بنائه سنة 1996م.
- 1997:فتح  المتحف أبوابه أمام الزوار سنة.
- 29 نوفمبر 2009م: رقي المتحف البلدي بالمنيعة إلى مـتحف جهوي في، بقرار وزاري ووضع تحت وصاية الوزير المكلف بالثقافة.
- 05 من أكتوبر 2011م: رقي  إلى متحف عمومي وطني

## مهـام المتحف
- تنظيم اللقاءات الثقافية والعلمية  والفنية وأنشطة متنوعة للخروج بالمتحف من الطابع النمطي المتداول.
- تحسيس الشباب وتحفيز اهتمامهم بالتراث وثرواته وذلك من خلال إرساء تقاليد لمقاربات تحليلية للمعروضات  و نشر الوعي بأهمية الحفاظ على الموروث الثقافي بين أفراد المجتمع.
- دراسة المجموعات المتحفية وتوثيقها بالإضافة إلى تنفيذ مخططات تأمين المجموعات والتحف.
- إنشاء فضاءات للإعلام والاتصال وورشات بيداغوجية وفضاءات تعليمية.
- يقوم المتحف بجرد وصيانة وترميم القطع الأثرية ومراقبتها سواء كانت معروضة أو داخل المخازن.
- تنظيم النشاطات الثقافية المتنوعة مثل المعارض الدائمة والمؤقتة بالإضافة إلى ورشات بيداغوجية ومسابقات ثقافية ،والحقيبة المتحفية عبر المؤسسات التربوية.
- تنظيم ملتقيات علمية حول مواضيع مختلفة تهدف إلى التعريف بالموروث الثقافي والتاريخي …إلخ.

## المجموعــات

### الجيولوجيا
يحتوي على مجموعة قيمة من اللقى الجيولوجية  فنجد أنواع مختلفة من  وردة الرمال والجبس والفلغريت  الجيودات وغيرها من  الصخور الجيولوجية، جلبت هذه اللقى من مناطق مختلفة عبر القطر الجزائري.

### الباليونتولوجيا
يضم مجموعة معتبرة من المستحثات البحرية والبرية  التي تعود في تأريخها  إلى حقبتي الزمن الجيولوجي الأول والثاني.وجدت هذه المستحثات في كل من منطقتي المنيعة وتيميمون، ومن بين هذه الآثار نذكر: مستحاثات لحيوان الأمونيت  والأرتوسيراس ،و النوتيل، وبقايا المرجان المتحجر، الأخشاب المتحجرة  …إلخ.
إضافة إلى بقايا متحجرة لعظام الديناصورات وجدت مابين مدينتي المنيعة وعين صالح  فنجد بقايا عظام ديناصور ديبليودوكيس وبتيرانودون وتيرانوزور.
كما يحوي جناح الباليونتولوجيا بالمتحف  عظام أنواع مختلفة من الأسماك وتماسيح المنقرضة في فترة الزمن الطباشيري.

### ماقبل التاريخ
يحتوي  لقى أثرية قيمة تعود لمختلف العصور الحجرية والتي تعرفنا على نمط  معيشة الإنسان في تلك الفترات الزمنية  حيث تتنوع الأدوات الحجرية المعروضة بالمتحف  ومن بين تلك الأدوات نذكر  الحصى المشذبة أداة ذات الوجهين، الفؤوس الحجرية  رؤوس السهام  النصال والمكاشط بالإضافة إلى حلي مصنوعة من قشور بيض النعام
وجدت هذه اللقى بعدة مناطق نذكر منها :تيميمون، أدرار، المنيعة ،تادمايت،مروقات،حاسي لعبيد، وحاسي نومر ….الخ.

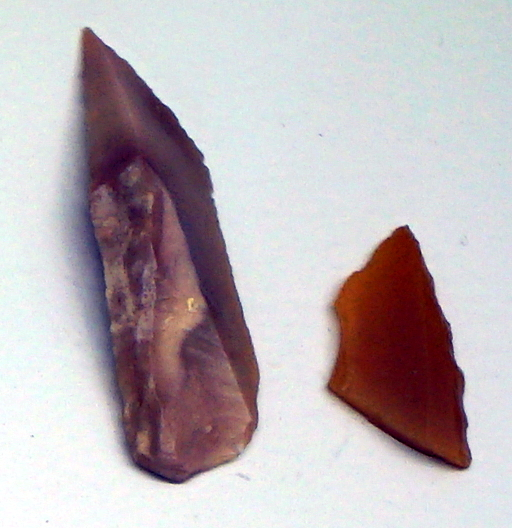
حجارة حادة
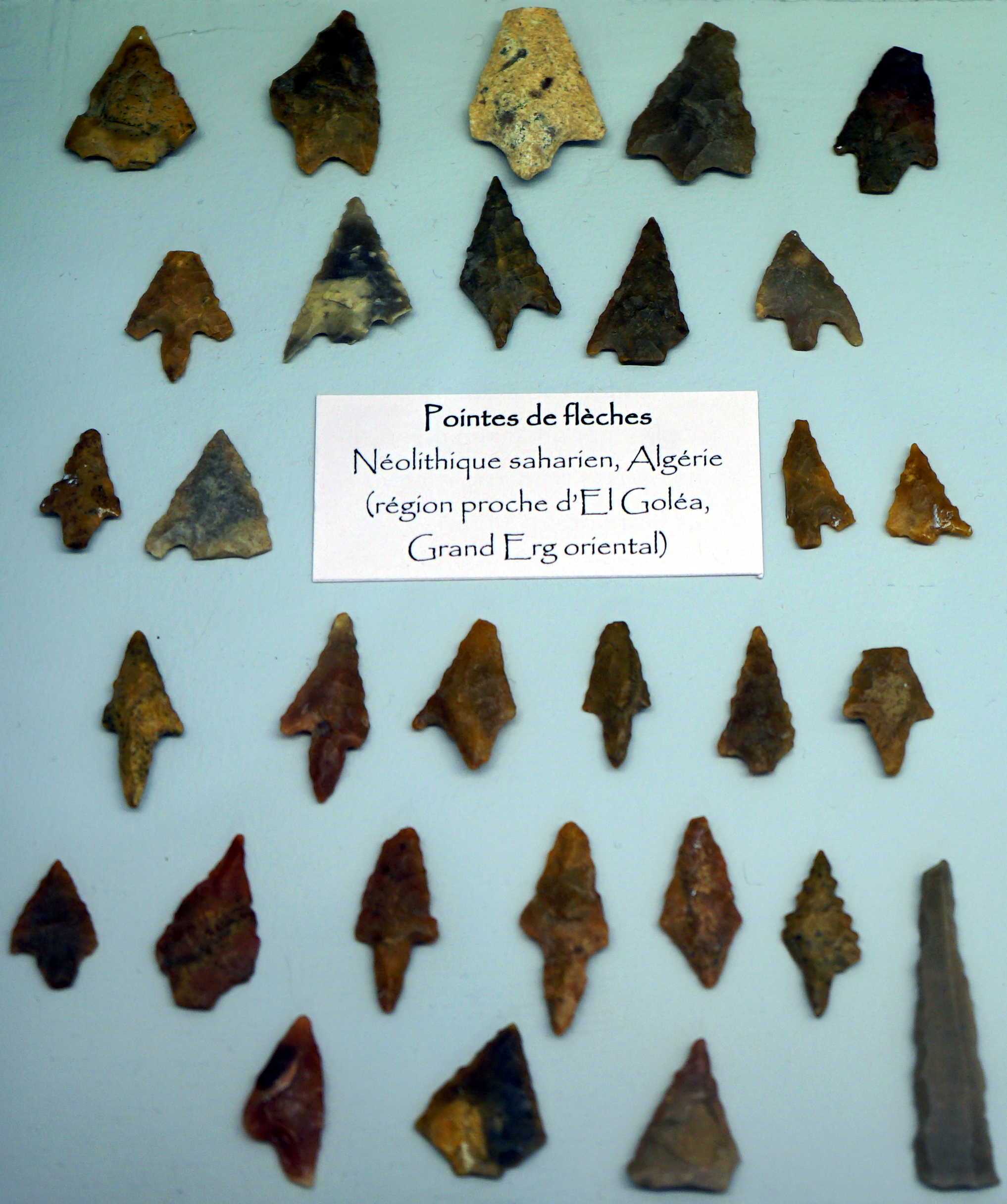
سهام

### الإثنوغرافيا
خصصت هذه القاعة للمجموعات الاتنوغرافية التي جلبت من مدينة المنيعة ومناطق مختلفة من الجنوب الجزائري من بين المعروضات نجد الأواني التقليدية المستخدمة في الحياة اليومية  كأواني الطهي وأدوات الإنارة وأواني من سعف النخيل  بالإضافة إلى الألبسة  التقليدية  وغيرها من المعروضات التي تعرف الزائر على نمط معيشة الإنسان في مناطق الجنوب الجزائري  بصفة عامة.

## وصلة خارجية
- متحف المنيعة